# Xã Freeman, Michigan
Xã Freeman (tiếng Anh: Freeman Township) là một xã thuộc quận Clare, tiểu bang Michigan, Hoa Kỳ. Năm 2010, dân số của xã này là 1.157 người.